# Saint-Louis-du-Nord (gemeente)
Saint-Louis-du-Nord (Haïtiaans-Creools: Sen Lwi dinò) is een stad en gemeente in Haïti met 116.000 inwoners. De plaats ligt aan de Atlantische Oceaan, 13 km ten oosten van de stad Port-de-Paix. Het is de hoofdplaats van het gelijknamige arrondissement in het departement Nord-Ouest.
Er wordt cacao, koffie en rijst verbouwd. Ook is er een vissershaven. Verder wordt er koper gevonden.

## Indeling
De gemeente bestaat uit de volgende sections communales:
| Nr. | Naam               | Km²   | Inw.2015 |
| --- | ------------------ | ----- | -------- |
| 1   | Rivière des Nègres | 18,24 | 12.252   |
| 2   | Derourvay          | 12,72 | 38.290   |
| 3   | Les Granges        | 26,34 | 25.450   |
| 4   | Rivière de Barre   | 23,62 | 18.031   |
| 5   | Bonneau            | 21,87 | 14.969   |
| 6   | Lafague (Chamoise) | 22,81 | 7.358    |